# Museo Etnológico La Casa Gran
El Museo Etnológico La Casa Gran es un museo ubicado en Puebla de Vallbona (Valencia). Está dedicado a las actividades y sociedad rural tradicional del Campo de Turia.

## Historia
La Casa Gran fue adquirida por el Ayuntamiento de Puebla de Vallbona en 1998. En 2008 se inauguró en el edificio el museo etnológico de su nombre y de titularidad municipal, proviniendo sus fondos, unos 5000 objetos,  principalmente de donaciones de los vecinos.
Desde el 2 de marzo de 2017 forma parte de la Red de Museos Etnológicos Locales de la provincia de Valencia.

## Sede
Está ubicado en la calle de San José 13 de Puebla de Vallbona. La sede una antigua casa de grandes propietarios agrícolas del siglo XIX.También se accede por calle de San Antonio 14.

## Colecciones
En una parte del edificio se recrea la zona de vivienda, tanto de los propietarios, que residían temporalmente, como de la familia del arrendatario. En el resto del edificio están las dependencias económicas: el establo; el desván; la bodega, con el cubo, la prensa y la zona de almacenamiento del vino en grandes toneles; la almazara, con toda la instalación para elaborar el aceite y la tienda donde se vendían estos productos.
Además de exposiciones y visitas guiadas o teatralizadas al propio museo, el centro organiza actividades como visitas a lugares arqueológicos y naturales del municipio y talleres infantiles.Al tratarse de una instalación de propiedad municipal, también se utiliza para la celebración de bodas civiles.